# Ying Dong Stadium
Ying Dong Stadium (chiń. upr. 英东体育场; chiń. trad. 英東體育場; pinyin Yīngdōng tǐyùchǎng) – wielofunkcyjny stadion w Kantonie (w dzielnicy Panyu), w Chinach. Został wybudowany w latach 1986–1988. Może pomieścić 14 818 widzów. Obiekt był jedną z aren pierwszych piłkarskich Mistrzostw Świata kobiet w 1991 roku (rozegrano na nim cztery spotkania fazy grupowej oraz jeden półfinał turnieju), Chińskiej Olimpiady Narodowej w 2001 roku, a także Igrzysk Azjatyckich w 2010 roku. 
Został nazwany na cześć hongkońskiego biznesmena Henry’ego Fok Ying Tunga, który miał znaczący wkład w finansowanie budowy obiektu.